# Пивоваров Юрій Сергійович
Юрій Сергійович Пивоваров (рос. Ю́рий Серге́евич Пивова́ров; 25 квітня 1950, Москва, Російська РФСР) — російський історик і політолог, доктор політичних наук, академік РАН (2006).
У 1998—2015 роках — директор, з 27 квітня 2015 — науковий керівник Інституту наукової інформації з суспільних наук (ІНІСН РАН), професор МДУ, МДІМВ і РДГУ. Лауреат «Роккановської премії» (2015).
Автор близько 500 наукових публікацій, у тому числі 8 монографій, в основному присвячених історії Німеччини та Росії, німецької та російської соціально-політичної думки.

## Наукові погляди
Вбачає російські владні традиції похідними від Золотої Орди. Є критиком авторитарних традицій сучасної Росії.

## Політичні погляди
Підписав відкритого листа російських науковців та наукових журналістів проти Російського вторгнення в Україну 2022 року.

## Переслідування з боку режима
- Після пожежі у Фундаментальній бібліотеці ІНІОН, яка знищила значну частину бібліотечних фондів інституту і винуватців якої так і не було знайдено, Пивоваров був відсторонений від керівництва ІНІСН. З 30 квітня 2015 перебував під слідством за звинуваченням у недбальстві.
- В кінці березня 2017 російськими «слідчими органами» проти Пивоварова була сфабрикована нова кримінальна справа по звинуваченню у «шахрайстві у складі організованого злочинного угрупування» (ч.4 статті 159 Карного Кодексу РФ). 31 березня в кабінеті вченого був проведений обшук, у Пивоварова вилучили його закордонний паспорт. Слідчі взяли зразки почерку вченого, вилучали у нього його ікони, а також книги, які Пивоваров брав на абонемент в своєму інституті. Крім того, співробітники СКР обшукали квартиру матері Пивоварова і квартиру, де він офіційно зареєстрований. Обшуки були проведені за іншими адресами.[5]
В письмовій підозрі, яку слідчий дав академіку Пивоварову, йому інкримінуються «збитки в 1 млн 38 тис. рублів за 10 років». При тому що «не сказано, що я їх собі взяв», — додав учений[6].